# St. Martin (Horgau)

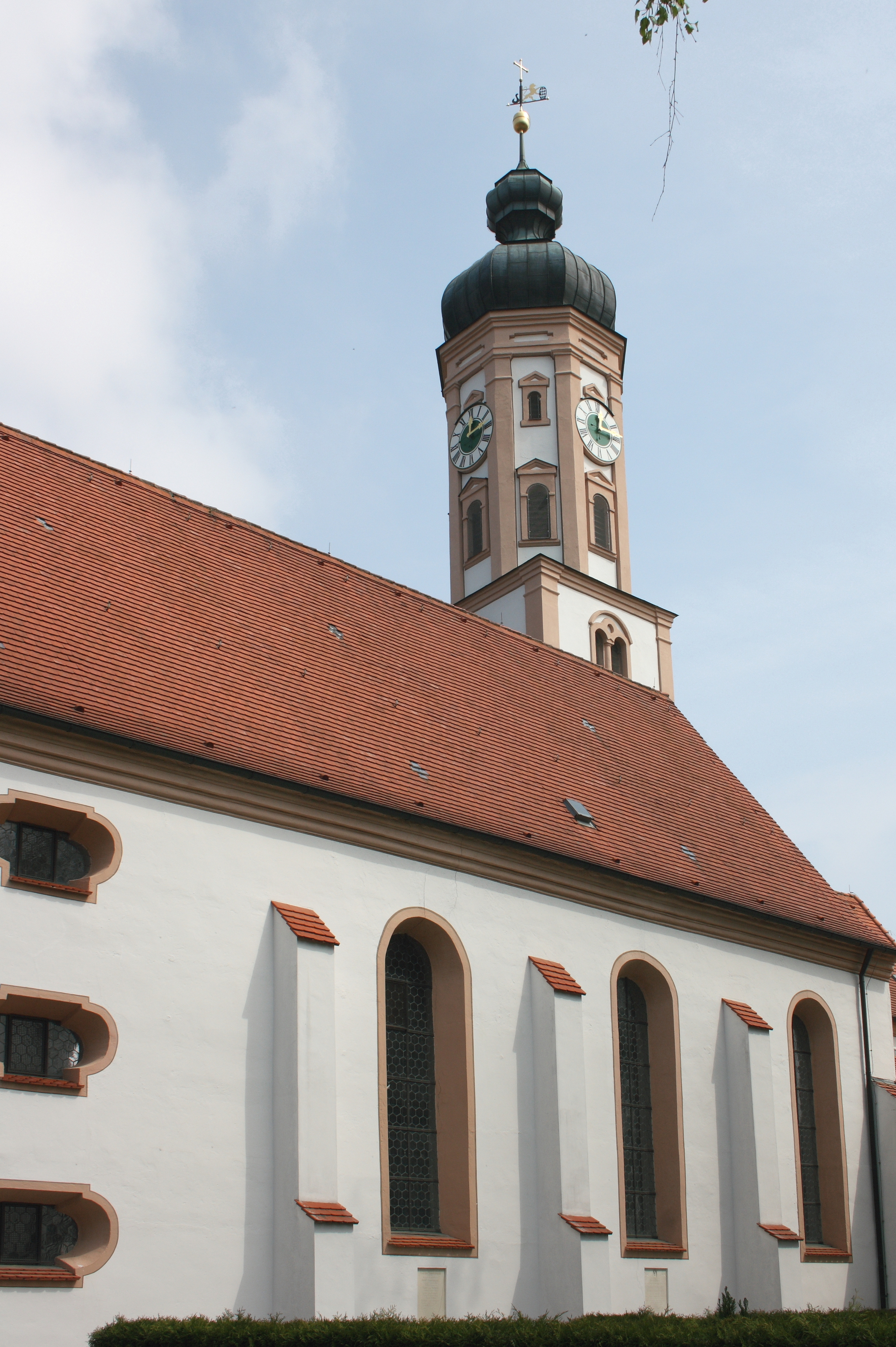
Pfarrkirche St. Martin in Horgau

Die katholische Pfarrkirche St. Martin in Horgau, einer Gemeinde im Landkreis Augsburg im bayerischen Regierungsbezirk Schwaben, wurde in der Mitte des 17. Jahrhunderts im Stil des Barock errichtet und in der zweiten Hälfte des 18. Jahrhunderts im Stil des Rokoko ausgemalt. Von der gotischen Vorgängerkirche ist der Chor aus der zweiten Hälfte des 15. Jahrhunderts erhalten.

## Geschichte

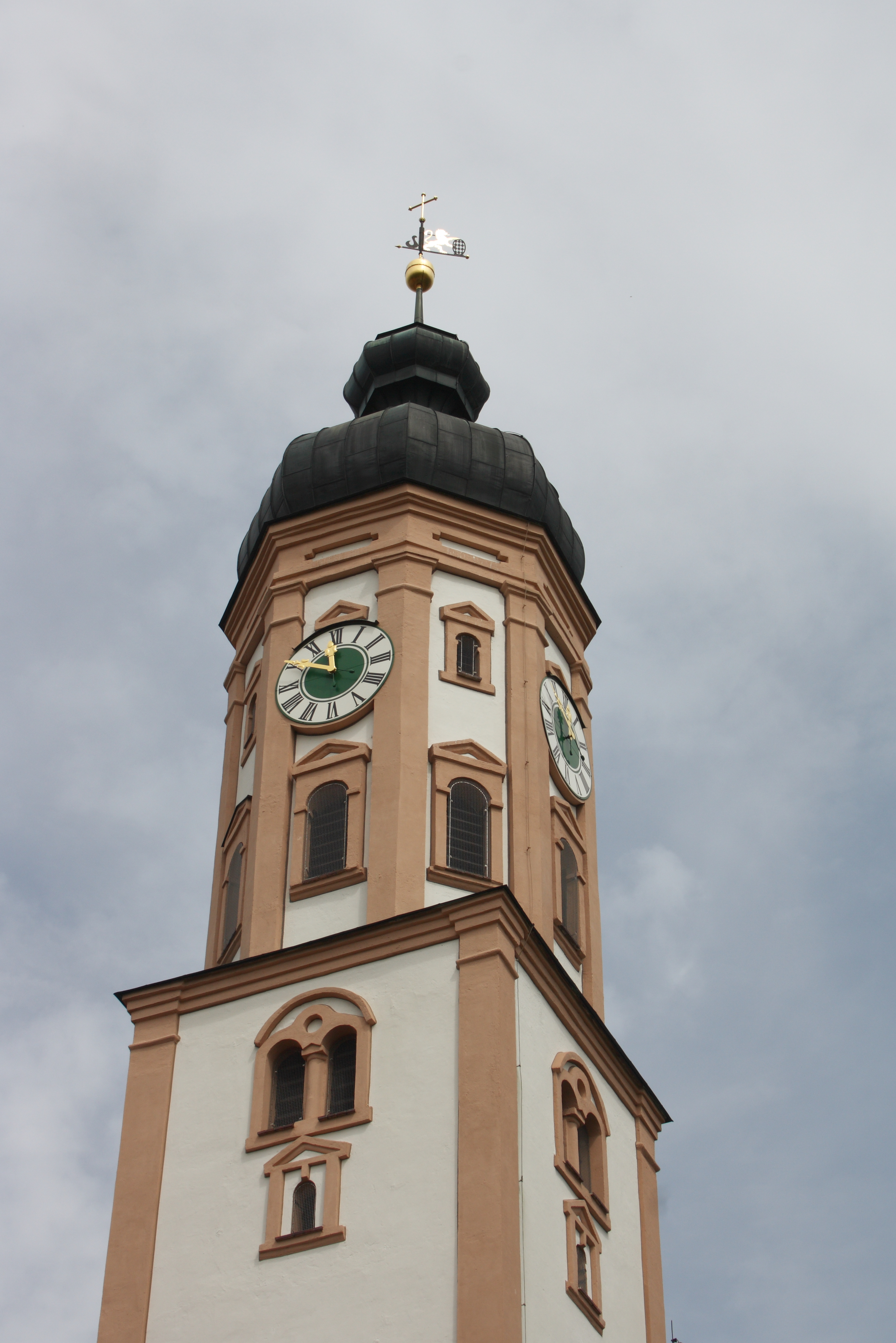
Turm

Der Ort Horgau wird im 12. Jahrhundert erstmals schriftlich erwähnt. Das Patrozinium des heiligen Martins, das in fränkischer Zeit sehr häufig war, lässt auf eine frühe Gründung der Pfarrei schließen. Möglicherweise war Horgau Sitz einer Urpfarrei, zu deren Pfarrsprengel ursprünglich auch Agawang und Rommelsried gehörten. Das Patronatsrecht lag zunächst bei den Bischöfen von Augsburg, die es später den Ortsherren überließen. 1504 gelangte die Grundherrschaft durch Heirat an die Augsburger Patrizierfamilie Rehlingen.
Von den frühen Bauten der Kirche sind keine Unterlagen erhalten. Das heutige Langhaus wurde vermutlich um 1650/60 errichtet und um 1680/1700 erhöht. Der Stuckdekor stammt aus unterschiedlichen Bauphasen des 18. Jahrhunderts und wurde im 20. Jahrhundert teilweise rekonstruiert. Die Deckenfresken wurden um 1760/70 ausgeführt und werden Joseph Christ (1731/32–1788) zugeschrieben. Wohl um 1765 wurde im Süden eine Sakristei angebaut, die als Unterbau eines Oratoriums dient. 

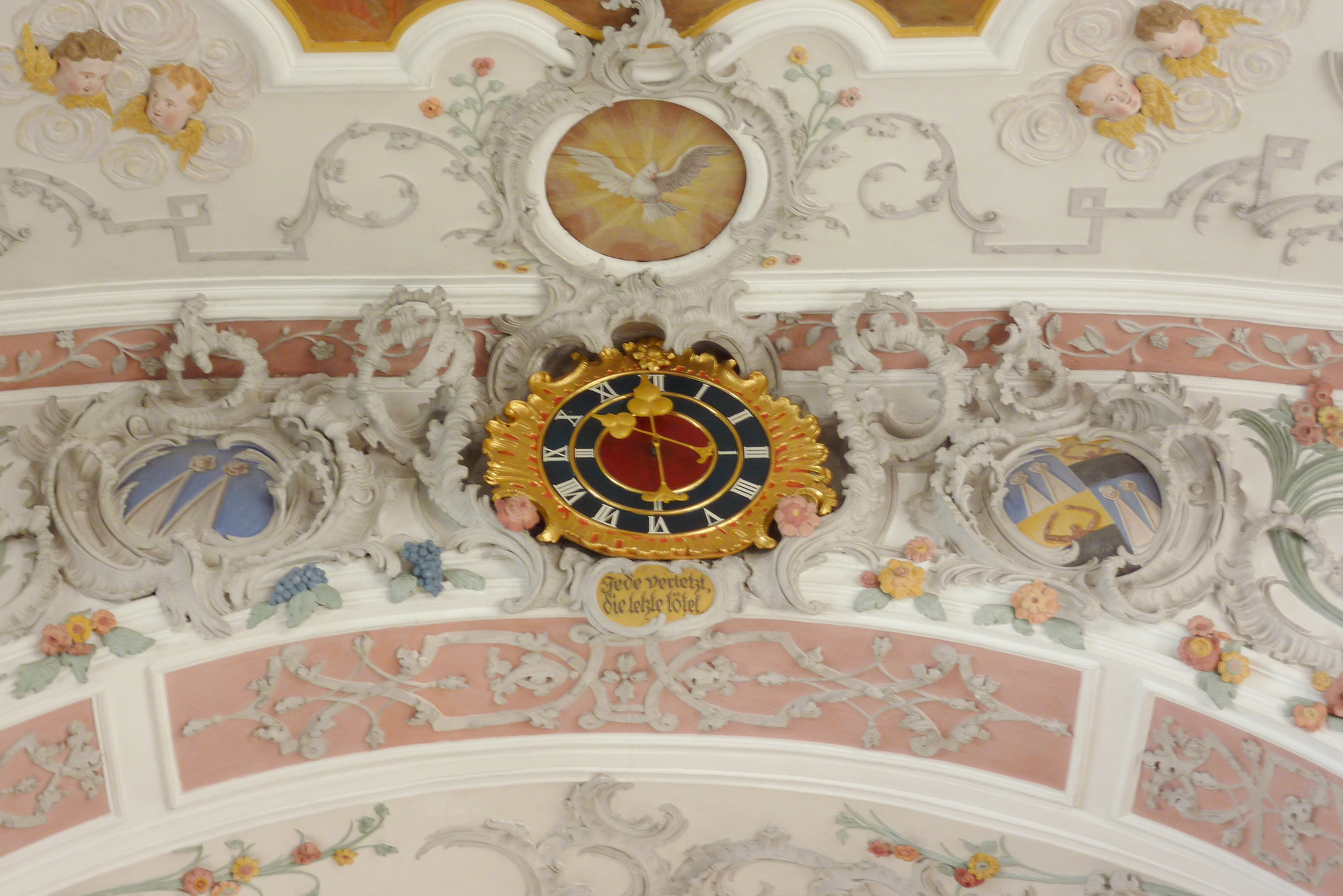
Wappenkartuschen von Rehlingen

## Architektur

### Außenbau
Im nördlichen Chorwinkel erhebt sich der 46 Meter hohe Turm mit quadratischem Unterbau und oktogonalem Aufbau. Die Ecken sind durch Lisenen verstärkt und die Fenster von Putzrahmen mit Dreiecksgiebeln eingefasst. Das oberste Geschoss des Unterbaus ist von Zwillingsarkaden mit segmentbogigen Giebeln durchbrochen. Den Turm bekrönt eine doppelte Zwiebelhaube. Die Wände des Langhauses gliedern große Rundbogenfenster und gestufte Strebepfeiler, das Emporenjoch ist von drei übereinander liegenden, querovalen Öffnungen durchbrochen. 

Die Eingänge befinden sich unter Vorzeichen an der Nord- und Westseite. Das nördliche Vorzeichen stammt aus dem 17. Jahrhundert, das westliche von 1929.

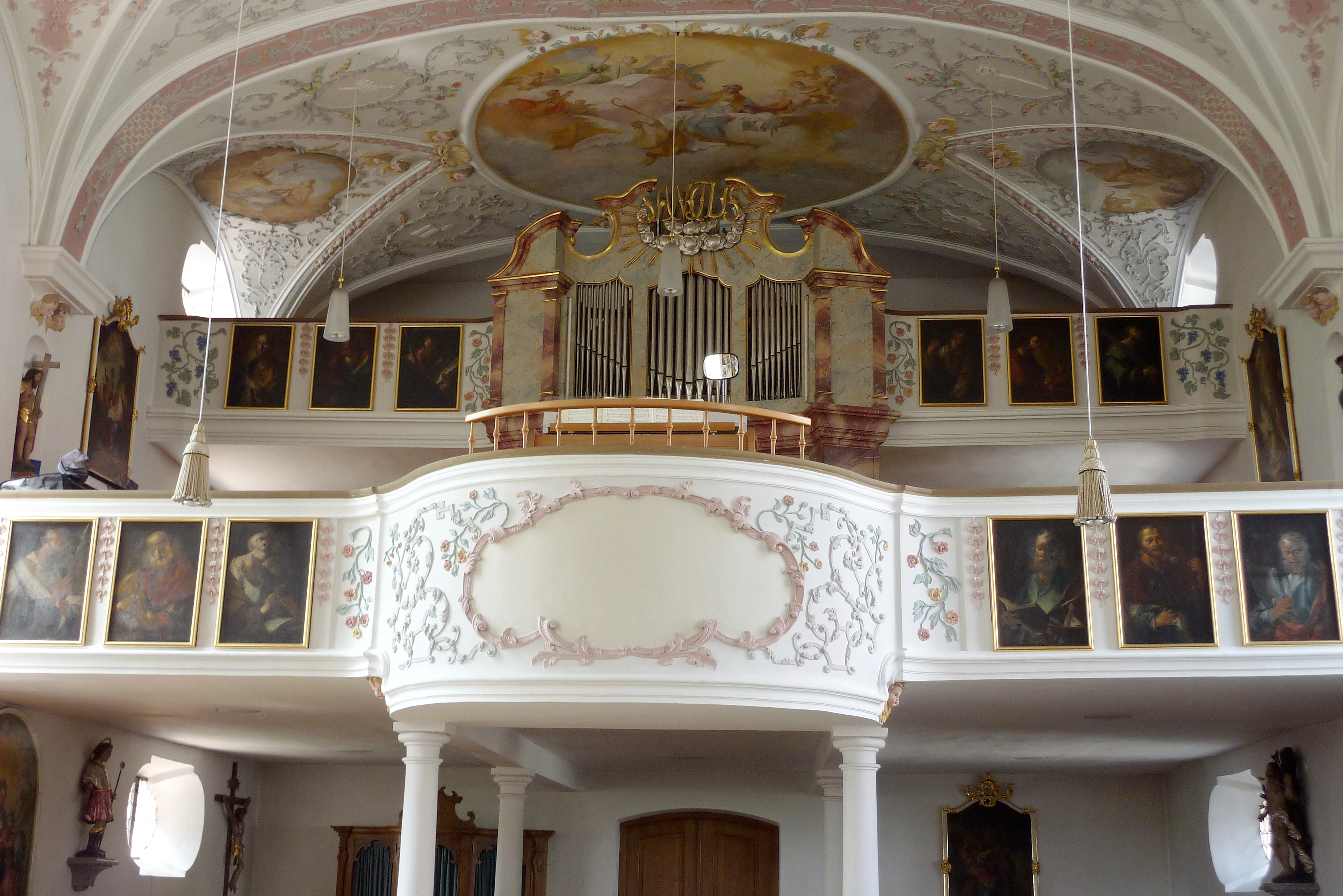
Orgelempore

### Innenraum
Das einschiffige Langhaus ist in vier Joche unterteilt und wird von einer flachen Korbbogentonne mit Stichkappen über den Fenstern gedeckt. Ein runder Chorbogen öffnet das Langhaus zum eingezogenen, dreiseitig geschlossenen Chor. Den westlichen Abschluss des Langhauses bildet eine auf vier Säulen aufliegende, doppelgeschossige Orgelempore. Der Mittelteil der unteren Emporenbrüstung ist weit ausgebaucht.

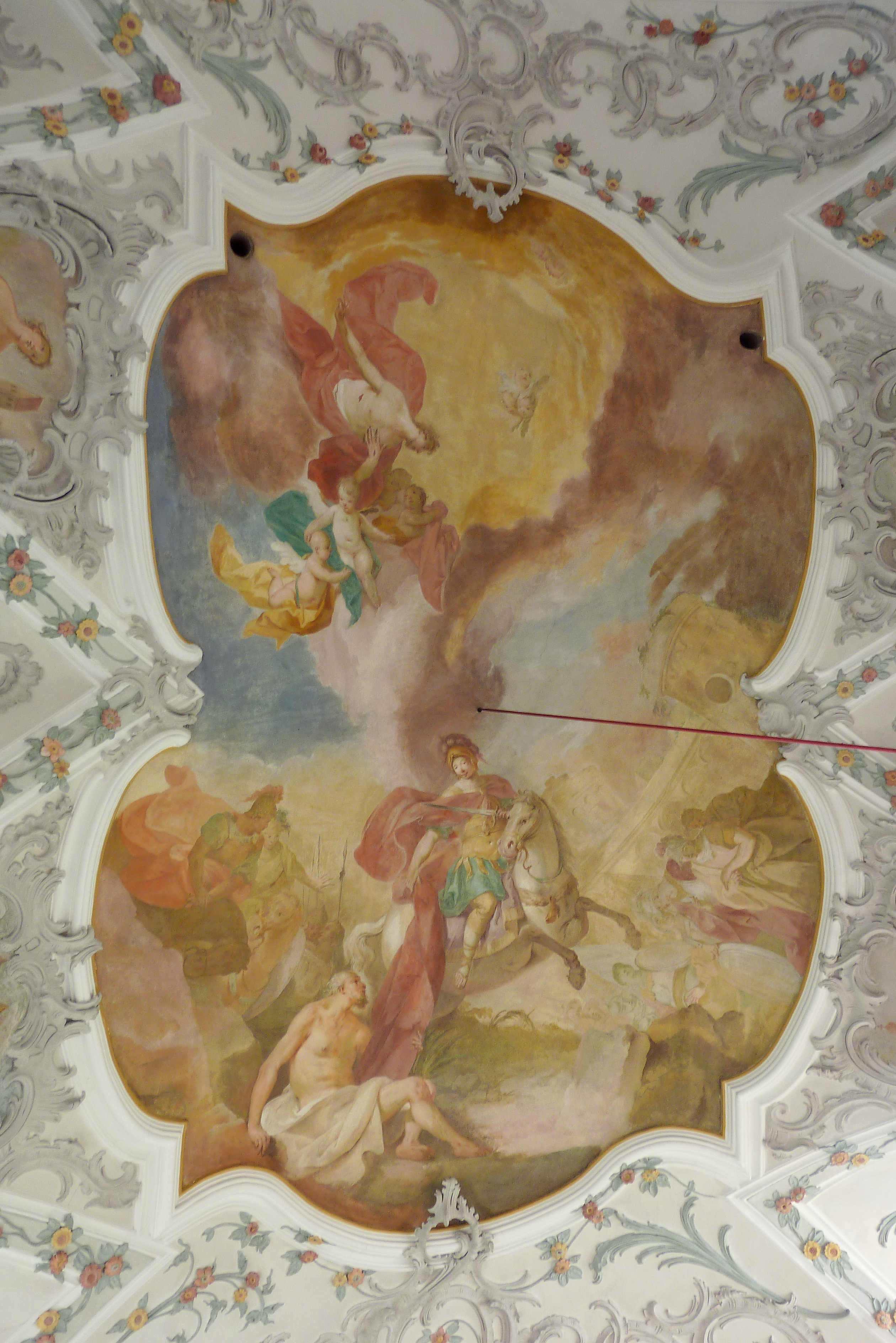
Heiliger Martin teilt seinen Mantel mit einem Bettler

## Stuck
Ein reicher Stuckdekor aus Engelsköpfen, Laub- und Bandelwerk, Rocaillen, Blumen und Girlanden ziert die Decken von Chor und Langhaus. Die Motive im ersten östlichen Joch wie Helm, Mantel, Schwert und Mitra verweisen auf den Schutzpatron der Kirche, den hl. Martin. Die Darstellungen der Leidenswerkzeuge im zweiten und dritten Joch erinnern an die Passion Christi. Bischofsstab, Bibel, Totenkopf, Hirtenstab und -schaufel im vierten Joch sind die Attribute des hl. Wendelin, der seit 1764 als zweiter Patron der Kirche verehrt wird. Der Stuck an den Emporenbrüstungen wurde 1939 wieder rekonstruiert.
Die beiden großen Wappenkartuschen am Chorbogen, in deren Mitte eine Uhr angebracht ist, wurden ursprünglich von Johann Michael Dreyer geschaffen und 1912 rekonstruiert. Sie erinnern an die Heirat von Markus von Rehlingen-Hainhofen und Maria von Rehlingen-Horgau im Jahr 1692 und enthalten die Allianzwappen der beiden Familien. Unter der Uhr mahnt die Inschrift Jede verletzt, die letzte tötet an die Stunde des Todes.

## Deckenbilder
Die Deckenmalereien sind den Legenden des hl. Martins und des hl. Wendelins gewidmet. Das Chorfresko zeigt den hl. Martin, der seinen Mantel mit einem Bettler teilt. In den Zwickelkartuschen sind die Horgauer Filialkirchen mit ihren Schutzpatronen dargestellt: St. Nikolaus in Auerbach, St. Vitus in Streitheim, Maria Magdalena in Horgauergreut und die Franz-Xaver-Kapelle in Bieselbach.

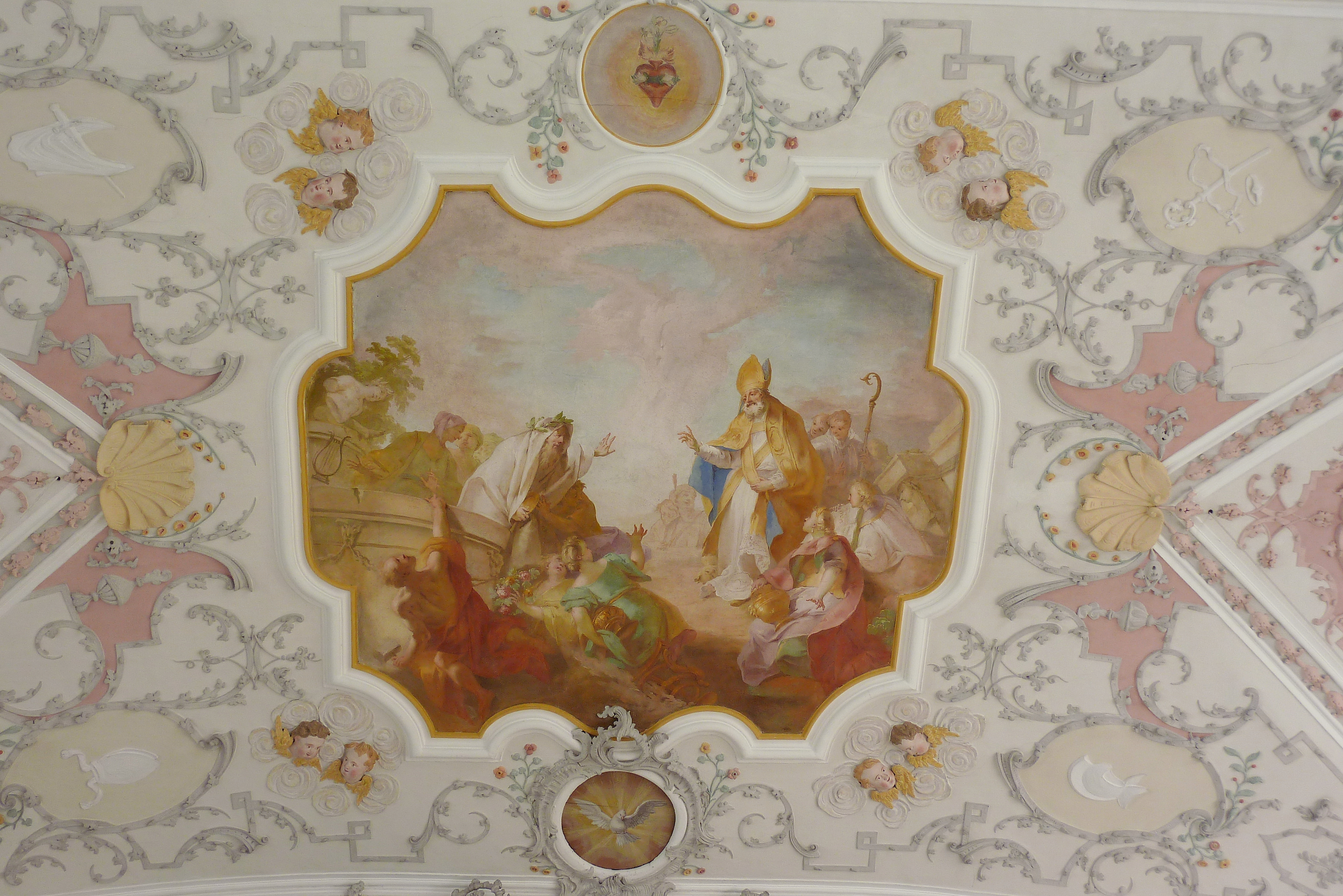
Heiliger Nikolaus und die Horgauer Filialkirche St. Nikolaus in Auerbach
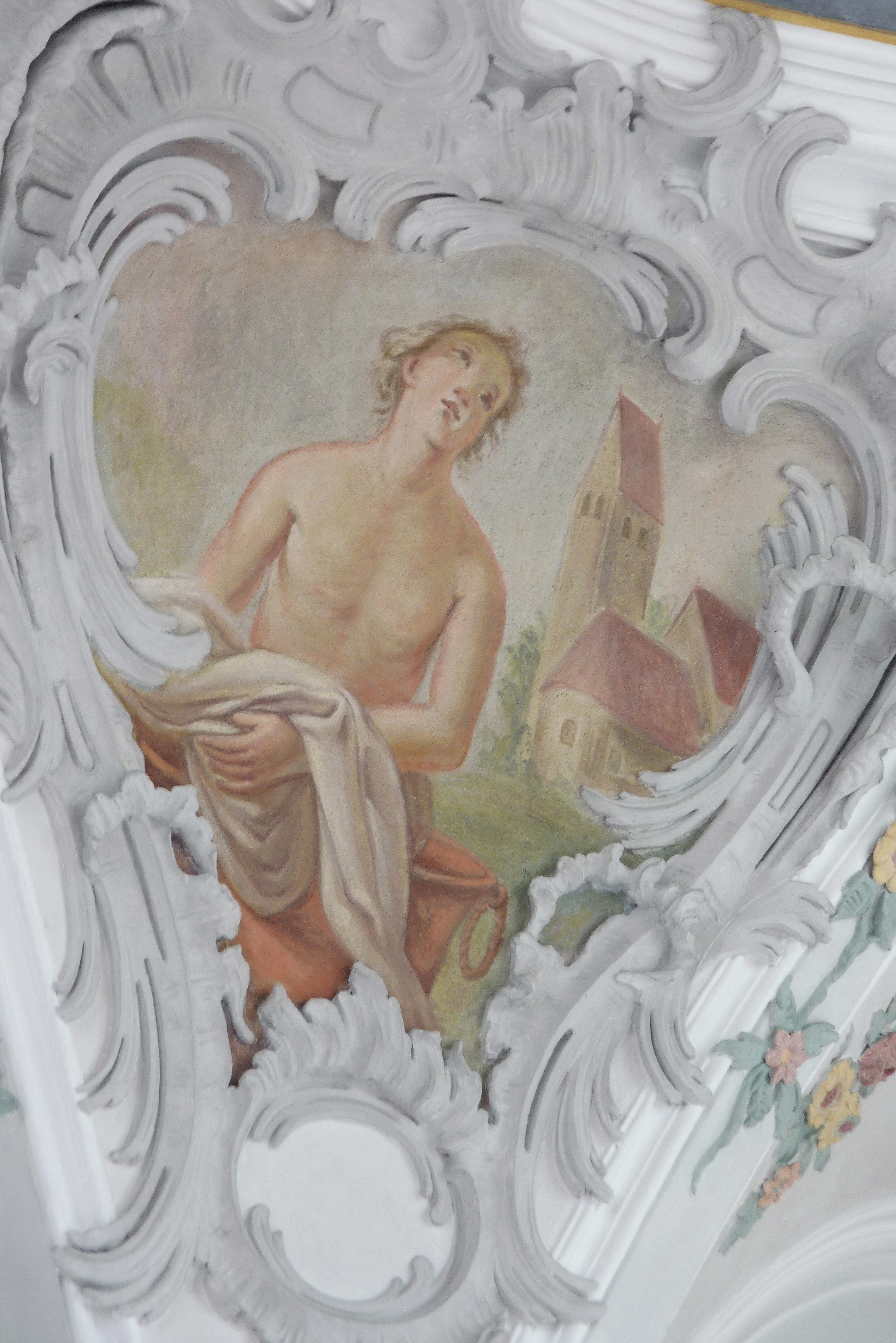
Heiliger Vitus und die Horgauer Filialkirche St. Vitus in Streitheim
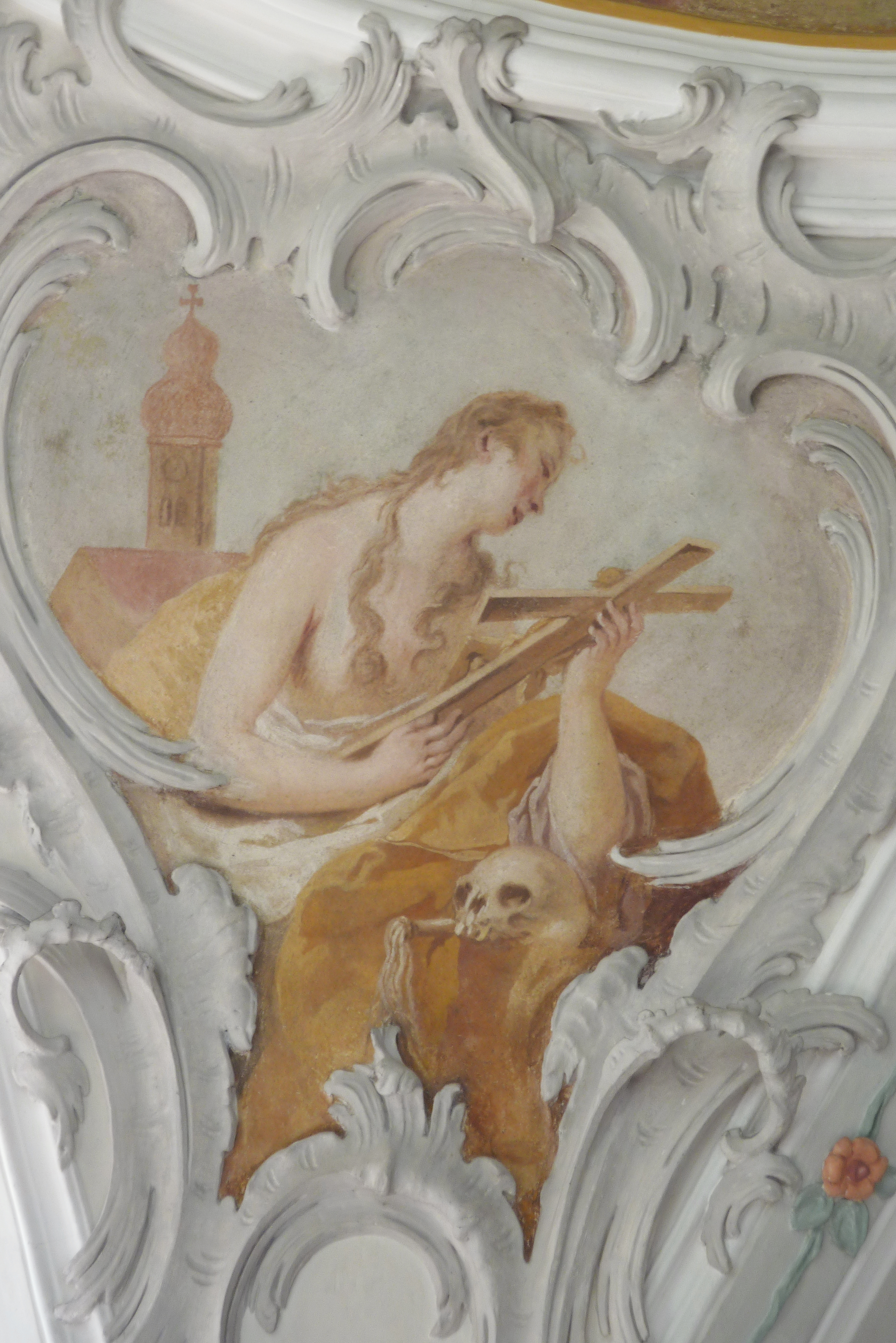
Heilige Maria Magdalena und die Horgauer Filialkirche St. Maria Magdalena in Horgauergreut
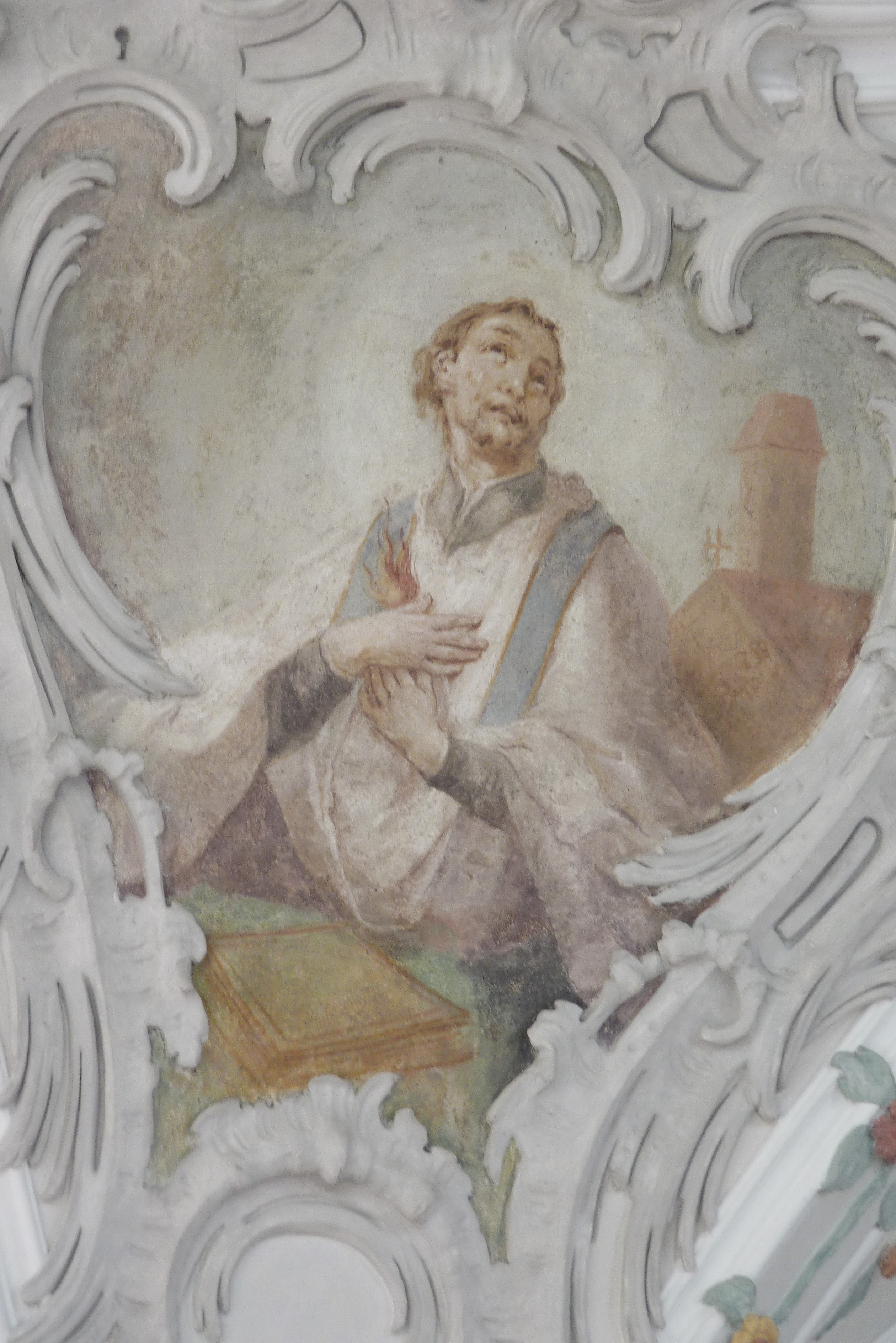
Heiliger Franz Xaver und die Kapelle Franz Xaver in Bieselbach

Die Fresken des Langhauses stellen die Heilung eines Kranken durch den heiligen Martin, die Messfeier des Heiligen und seinen Tod dar. Über der Empore wird die Aufnahme des heiligen Martins in den Himmel dargestellt. Die Szenen auf den Stichkappen erzählen die Geschichte des heiligen Wendelins. Sie zeigen ihn als Königssohn, als Pilger, als Hirten und als Einsiedler in der Wüste, der nach seinem Tod in den Himmel aufgenommen wird.

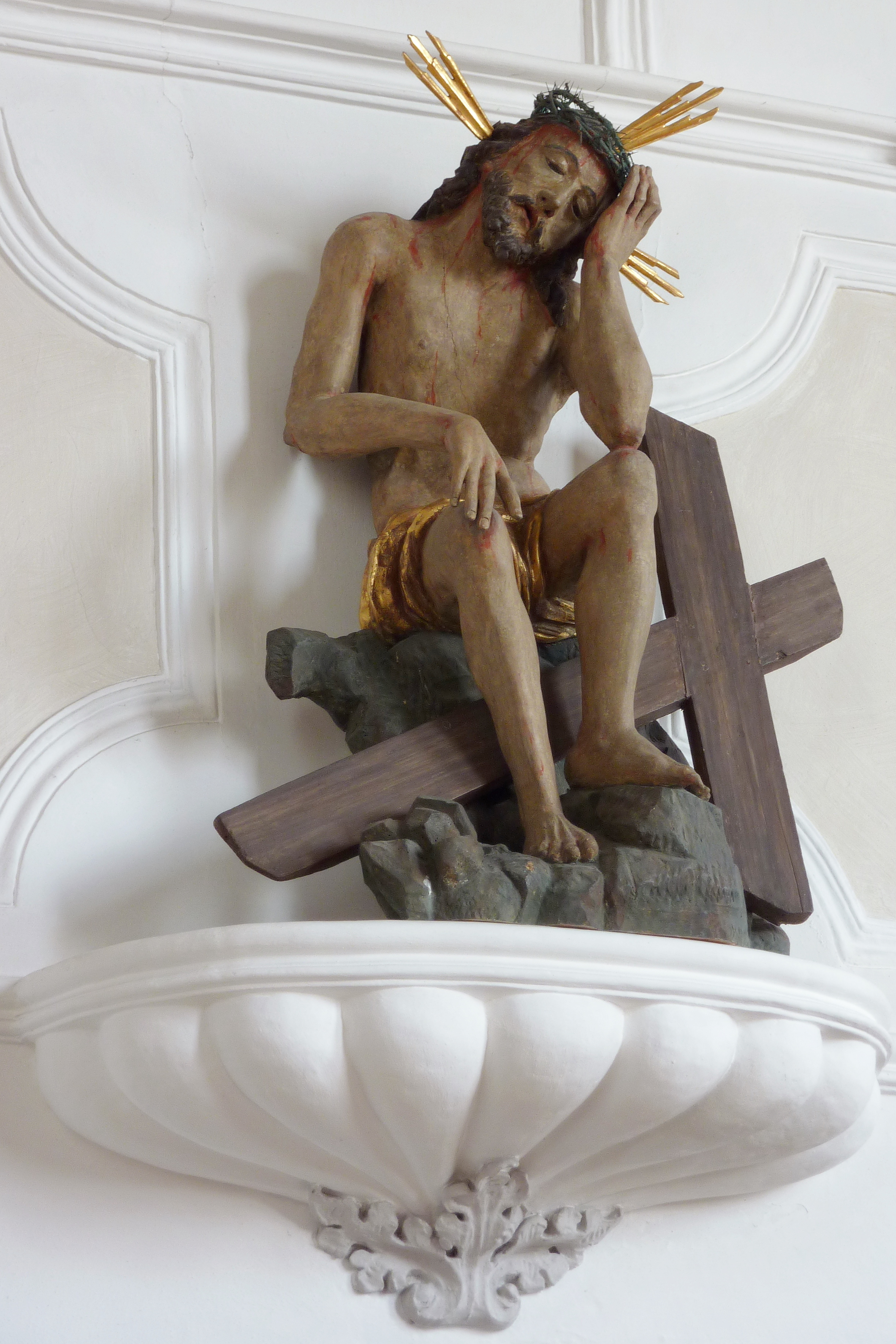
Christus in der Rast

## Ausstattung
- Im Chor befindet sich die Skulptur einer Pietà. Sie gilt als Arbeit der Ulmer Schule aus der Zeit um 1510/20.
- Die Skulptur Christus in der Rast, ebenfalls im Chor, wird um 1600 datiert. Aus der gleichen Zeit stammt auch der Auferstehungschristus.
- Das Kruzifix gegenüber der Kanzel wird ins 16. oder 17. Jahrhundert datiert. Die unter dem Kreuz stehende Schmerzhafte Muttergottes wurde vermutlich in der zweiten Hälfte des 18. Jahrhunderts geschaffen.
- Die Figuren der Apostel, die mit ihren Marterwerkzeugen dargestellt sind, werden in das Jahr 1726 datiert.
- Die Skulpturen des heiligen Joseph und der Maria Immaculata in den beiden gegenüberliegenden Nischen im Langhaus werden um 1730 datiert und Pater Anselm Libigo zugeschrieben. Sie stammen vermutlich aus dem ehemaligen Kloster Fultenbach.
- Vom ehemaligen Chorgestühl von 1730/35 sind noch die Rückseiten erhalten.
- Die drei Altäre aus marmoriertem Holz wurden 1735 geweiht. Die beiden seitlichen Figuren des Hochaltares stammen von 1730/35 und stellen den heiligen Martin mit seinem Attribut, der Gans, dar und den Bistumspatron, den heiligen Ulrich mit Buch und Fisch. Das alte Altarbild von 1650/60 oder 1680, heute meist durch einen Vorhang verdeckt, stellt Maria als Himmelskönigin dar. Der untere Bildrand zeigt die Schlacht bei Zusmarshausen im Jahr 1648 und das brennende Horgau. Am linken Altar steht die Figur des heiligen Florian aus dem späten 18. Jahrhundert. Die Figurengruppe der Unterweisung Mariens durch die heilige Anna am rechten Altar wurde 1740 geschaffen.
- Das Vortragekreuz und die Figuren des heiligen Wendelin und des heiligen Sebastian unter der Empore sind Werke aus der ersten Hälfte des 18. Jahrhunderts.
- Die Rokokokanzel stammt aus der zweiten Hälfte des 18. Jahrhunderts. Der Schalldeckel wird von einer Skulptur des heiligen Johannes Nepomuk bekrönt.
- An den Innen- und Außenwänden der Kirche befinden sich Epitaphien. Auf dem Sandsteinepitaph für den Reiterhauptmann Quirin Dietenheimer († 1537) ist die Auferstehung Christi dargestellt.